# Дементьєв Юрій Вікторович
Ю́рій Ві́кторович Деме́нтьєв (* 22 жовтня 1925, Красноуфимськ, нині Свердловської області Росії) — російський оперний співак (бас). Заслужений артист РРФСР (1976). Соліст Великого театру СРСР (1953—1977). Перший директор Красноярського театру опери та балету.

## Життєпис
Юрій Дементьєв народився 22 жовтня 1925 року в місті Красноуфимськ. 1935 року, у зв'язку з переводом батька по роботі, Дементьєви переїхали в Свердловськ (нині Єкатеринбург), де Юрій продовжив навчання в школі. 1941 року, коли почалася Німецько-радянська війна, він закінчив 8 класів. Ще трохи повчившись у дев'ятому класі, Юрій покинув школу. 1 грудня 1941 року його прийняли на завод учнем токаря.
1943 року Дементьєва направили в Ульяновськ на Спеціальні курси удосконалення офіцерського складу шифрувально-штабної служби Червоної армії. Через 7 місяців Юрій Дементьєв закінчив навчання і отримав перше офіцерське звання — молодший лейтенант.
У березні 1944 року брав участь у визволенні Кам'янця-Подільського.
За Кам'янець-Подільську операцію Дементьєва було нагороджено медаллю «За бойові заслуги». У травні 1945 року за участь у боях у Польщі та Німеччині його нагородили орденом Червоної Зірки.
У листопаді 1946 року Дементьєв вступив до Свердловського гірничого інституту. Там провчився два роки. 1948 року його запросили в Управління державної безпеки по Свердловської області, де Дементьєва обрали звільненим секретарем комсомольської організації управління.
1949 року Юрій вступив до Уральської консерваторії на вечірнє відділення, яке закінчив 1954 року. Але ще до закінчення консерваторії Дементьєва 1953 року за конкурсом прийняли до Великого театру СРСР у Москві солістом опери.
Солістом опери Великого театру Юрій Дементьєв пропрацював до 17 березня 1977 року, коли його перевели на посаду директора Красноярського театра опери та балету, який саме тоді будувався. Дементьєв брав участь у його будівництві та створенні трупи театру. 20 грудня 1978 року відбулося відкриття першого сезону Красноярського театру опери та балету.
У квітні 1976 року Президія Верховної Ради РРФСР надала Дементьєву звання «Заслужений артист РРФСР».

## Партії
- Нарумов («Пікова дама» Петра Чайковського).